# Malowanie światłem

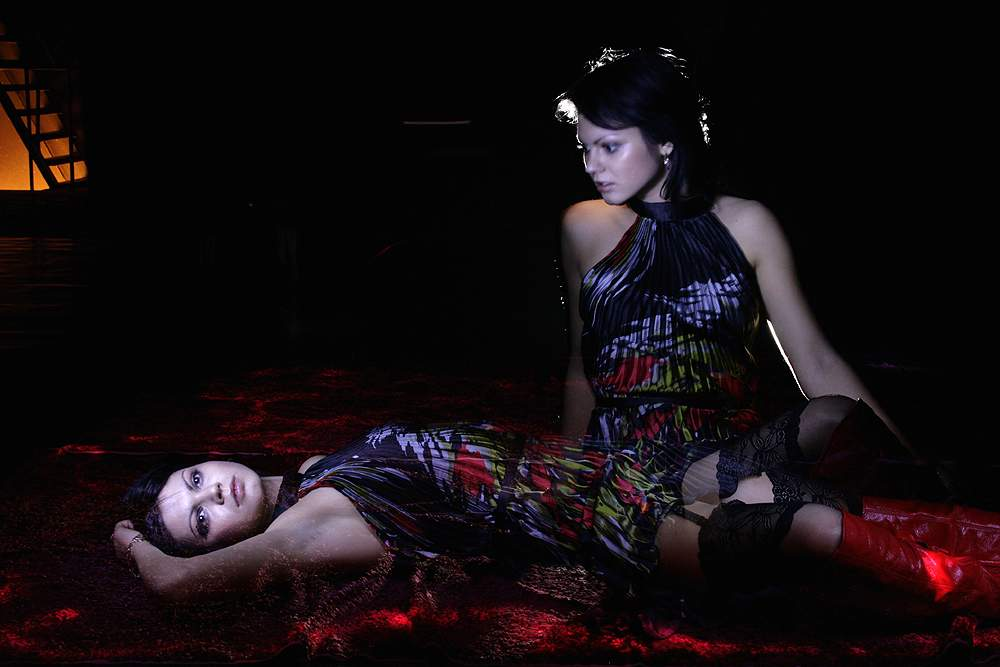
Foto: Paweł Matyka

Malowanie światłem (pisanie, rysowanie światłem) – fotografowanie w idealnie ciemnym pomieszczeniu, ew. ciemną nocą (plener); przy długim czasie ekspozycji i wykorzystaniu niewielkich, słabych (ruchomych) źródeł światła (latarki, żarówki, diody LED, świece).

## Fotografowanie
Cechą charakterystyczną tej techniki fotograficznej jest stabilny, nieruchomy aparat i fotografowany plan: przedmioty, tło, osoba, modelka, model oraz ruchome źródła światła. Obowiązuje ta sama prawidłowość – jak w każdej technice fotograficznej: światło wpadające przez obiektyw aparatu fotograficznego tworzy i rejestruje obraz, zdjęcie na kliszy fotograficznej lub matrycy. Inność, odmienność „malowania światłem” polega na tym, że fotograf nie korzysta ze światła dziennego, zastanego, słonecznego, nocnego, czy jakiekolwiek istniejącego światła, dzięki któremu powstaje zdjęcie. Wykorzystywane jest światło wytworzone przez fotografa. Fotograf dla zrobienia zdjęcia nie oświetla całego fotografowanego planu, oświetla jedynie poszczególne części fotografowanego obiektu, modelki, przedmiotów, tła – podobnie jak pędzlem maluje (oświetla) np. latarką ew. innym źródłem światła, fotografowany plan – etapami, z bliskiej odległości – ok. 30 cm.
Fotograf pracuje bezpośrednio przy fotografowanym planie, pozostawiając aparat na statywie z otwartą migawką (czas „B”). Obraz, fotografia powstaje przy długim czasie ekspozycji – od kilkudziesięciu sekund do kilkunastu, kilkudziesięciu minut – zależnie od czasu oświetlania fotografowanego planu i ilości oświetlanych przedmiotów, osób na planie. Proces ekspozycji malowania światłem przebiega od początku do końca w idealnej ciemności – w celu uniknięcia prześwietlenia zdjęcia i niekontrolowanego słabego światła, niewidocznego dla oka, przy świetle dziennym. W tym samym momencie, kiedy fotograf oświetla część fotografowanego planu – ta sama część planu rejestruje się na matrycy, na kliszy w aparacie – po kolei, etapami, do końca ekspozycji.
Dla uzyskania wielobarwności na fotografii „pomalowanej światłem” – stosuje się kolorowe filtry, zakładane bezpośrednio na latarkę ew. na inne źródła światła. Technika „malowania światłem” – to wielkie możliwości kreacyjne w fotografii, ograniczone jedynie wyobraźnią twórcy.
Kolejna charakterystyczna cecha tej techniki fotograficznej to niepowtarzalność ekspozycji. Nie ma możliwości powtórzenia ujęcia, nie ma możliwości powtórzenia tych samych ruchów źródłem światła, dzięki temu ten sam fotografowany plan – przy kolejnych ekspozycjach – wygląda inaczej. Technika fotograficzna nawiązująca do techniki wielokrotnej ekspozycji, tworzonej nie aparatem lecz samym światłem. Dzięki niej, na fotografii uzyskujemy efekty, o które trudno przy „zwykłej fotografii” – przenikanie postaci, rozdwajanie i celowe poruszenie osób ew. innych przedmiotów, ujętych na planie.
Niedogodnością tej techniki fotograficznej jest brak możliwości obliczenia parametrów ekspozycji. Jedyną stałą wartością jest czas otwarcia migawki: „B”, wartość przysłony ustawiana jest dla uzyskania odpowiedniej głębi ostrości. O prawidłowej ekspozycji decyduje siła światła użytego do oświetlenia planu i jego odległość od ww. planu – ze zwróceniem uwagi na czułość (ISO), ustawioną w aparacie.
Technika „malowania światłem” jest trudną dziedziną w fotografii, jednak bardzo efektywną, ma szczególne zastosowanie w fotografii komercyjnej i artystycznej.

## Wymagania techniczne
Idealnie zaciemnione studio; aparat fotograficzny z możliwością ręcznego (manualnego) ustawienia ostrości i parametrów ekspozycji (przysłona, czas), w tym czasu: „B”; statyw (klamra zaciskowa); pilot (wężyk spustowy); latarka z kolorowymi filtrami (inne źródła światła – ze zróżnicowaną temperaturą barwową światła – uzyskiwane interesujące efekty świetlne); czarny materiał nie odbijający światła.

## Historia
Pierwsze opisy zastosowania techniki zbliżonej do „malowania światłem” pochodzą z 1882 roku, kiedy to francuscy fotografowie Étienne-Jules Marey i Georges Demenÿ – na jednej szklanej płycie, w stałych odstępach czasowych rejestrowali ruch jednej postaci („Skaczący mężczyzna” – 1886, „Biegnący człowiek” – 1883). W 1935 roku fotograf Man Ray wykorzystał technikę „malowania światłem” do cyklu fotografii artystycznej: „Space Writing”. Od 1940 roku fotograf Barbara Morgan (USA) – pierwsze próby „malowania światłem” tańczących kobiet. W 1949 roku Andreas Feininger – fotograf Life Magazine (w technice „malowania światłem”) fotografował startujące i lądujące śmigłowce.
W 1949 roku, podczas wizyty fotografa Giona Mili w pracowni Pabla Picassa, na południu Francji powstały fotografie przedstawiające Picassa malującego, rysującego światłem (ok. 30 zdjęć). W 1969 roku fotograf David Lebe wykonał kilka autoportretów, używając małej lampki do oświetlenia swojego ciała. Od 1977 roku malowanie latarką podjęła Susan Hillbrand (USA), od 1979 roku Jacques Pugin, od 1980 roku Vicki DaSilva (USA). W latach 1970–1980 Eric Staller (USA) wykorzystywał ww. technikę do swoich licznych projektów fotograficznych, nazywanych „Rysunkami światłem”. W 1988 roku pracę nad „malowaniem światłem” rozpoczął Tokihiro Sato (Japonia). Jego fotografie znajdują się w muzeach publicznych i prywatnych, w tym Muzeum Guggenheima w Nowym Jorku i Museum of Modern Art w Saitama (Japonia).
Pionierem fotografii w technice malowania światłem w Polsce jest polski artysta fotograf – Paweł Matyka. W 2013 za cykle ekspozycji fotografii „malowanych światłem”, prezentowanych na kilkudziesięciu międzynarodowych salonach fotograficznych, objętych patronatem FIAP – został uhonorowany tytułem „Artiste FIAP”, nadanym przez Międzynarodową Federację Sztuki Fotograficznej (FIAP).

## Galeria

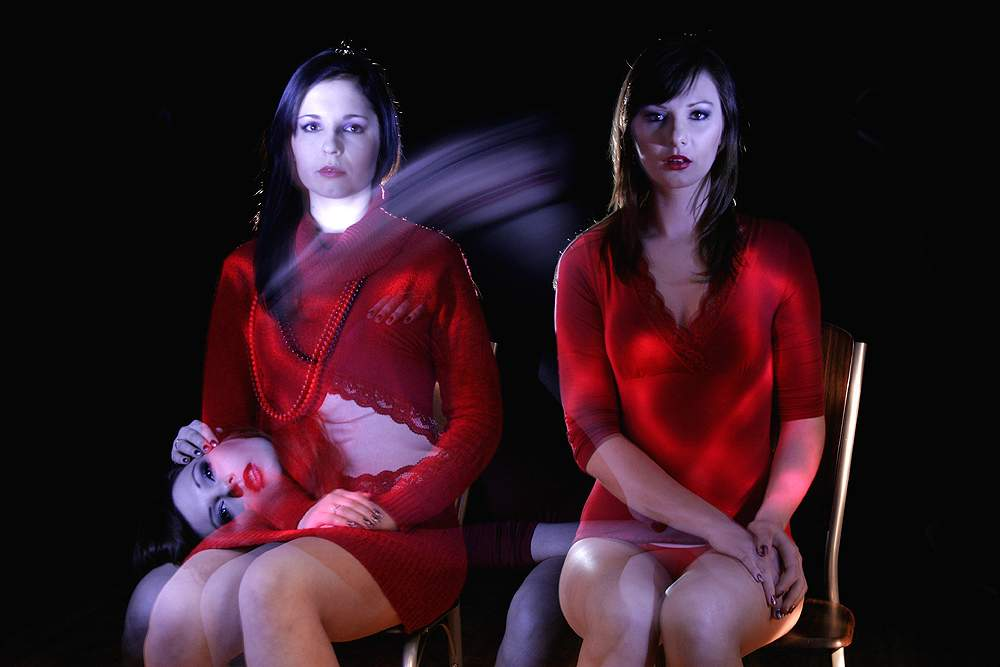
Foto: Paweł Matyka
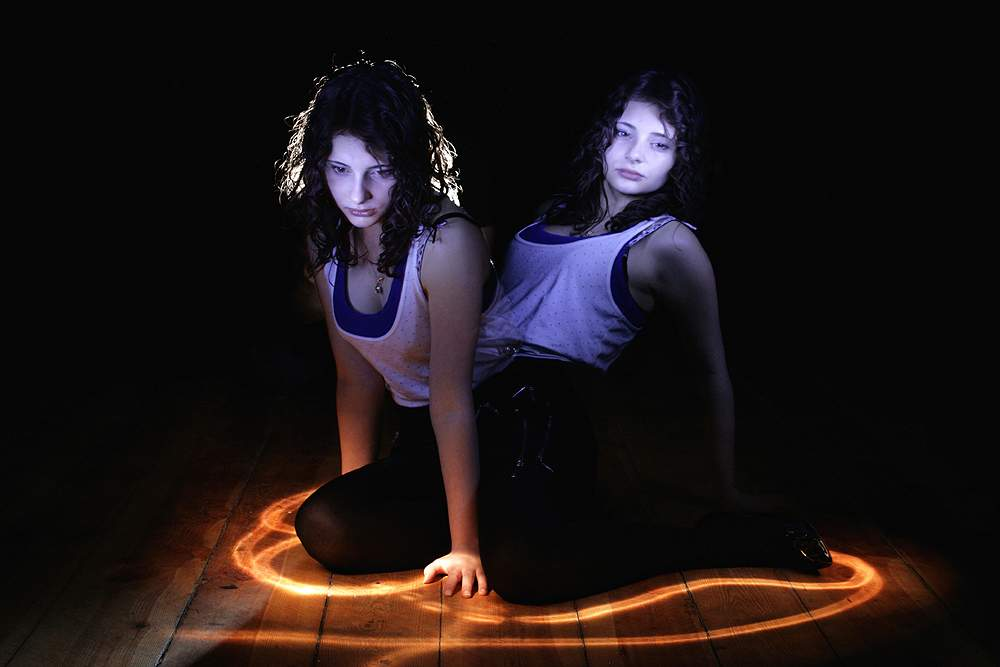
Foto: Paweł Matyka
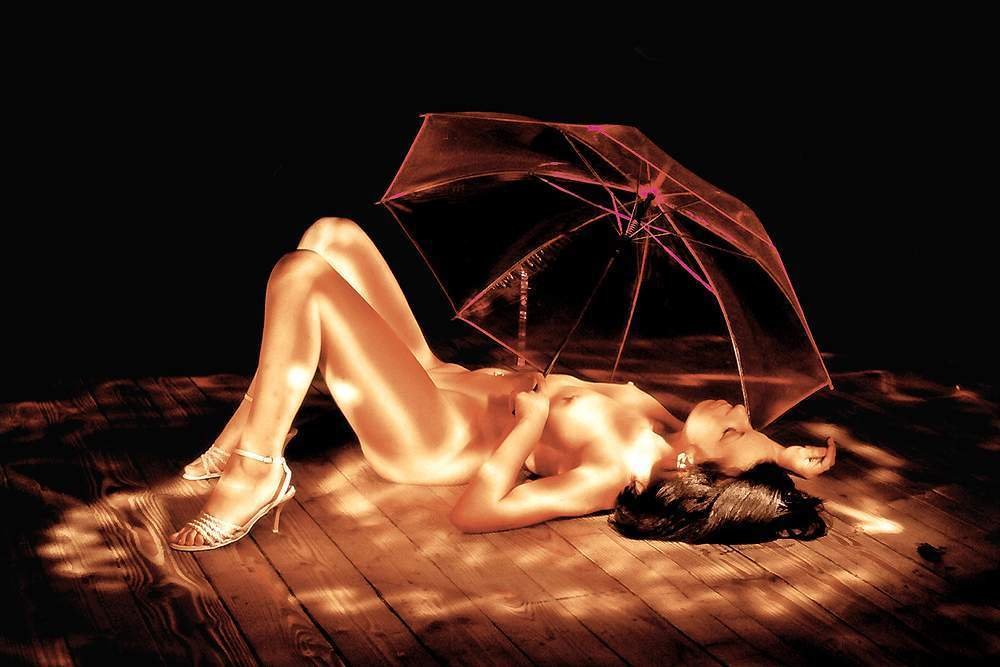
Foto: Paweł Matyka
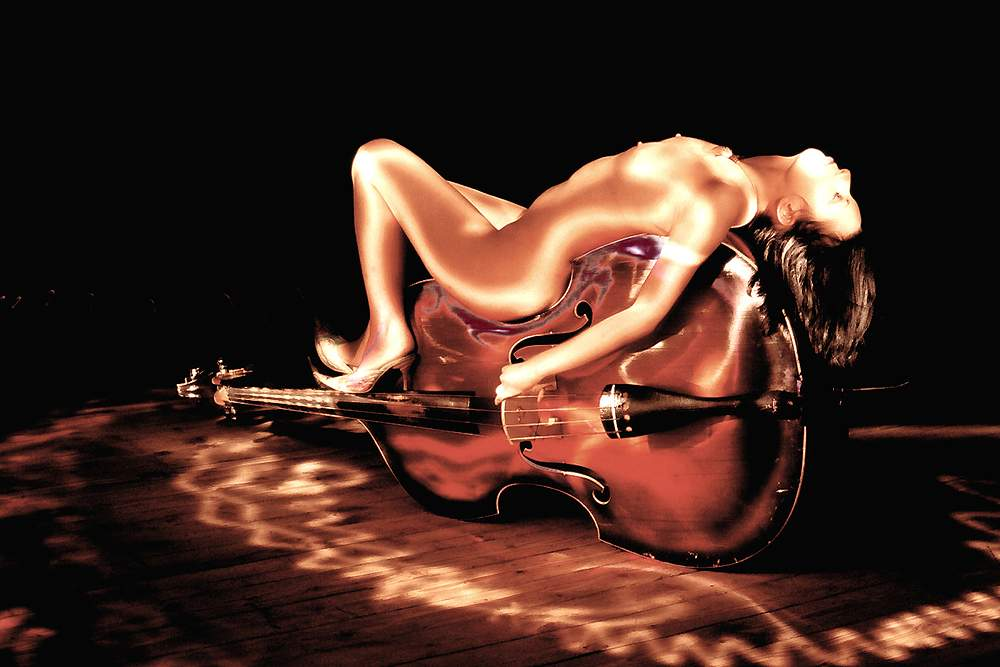
Foto: Paweł Matyka
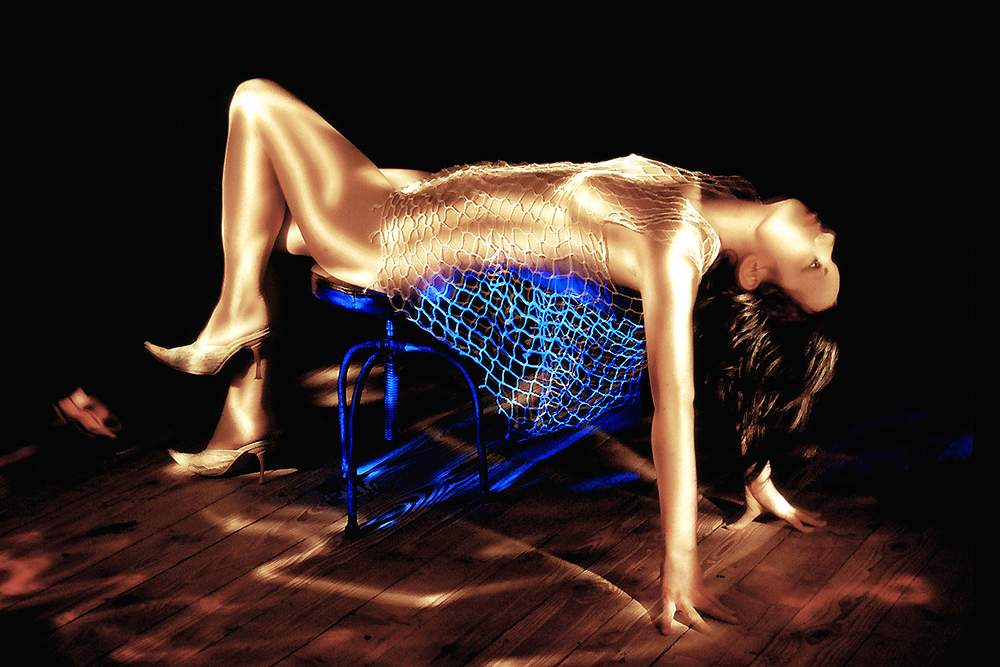
Foto: Paweł Matyka
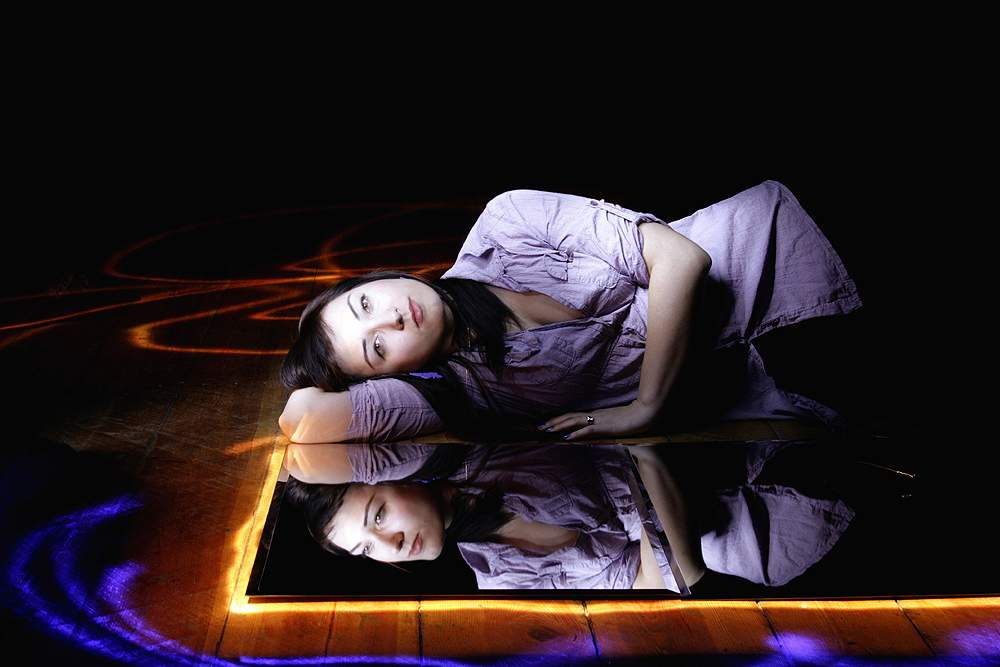
Foto: Paweł Matyka